# Olympiakós – PAOK Salonique en football
La rivalité entre l'Olympiakos et le PAOK Salonique oppose deux clubs très populaires en Grèce. L'Olympiakos est basé depuis 1925 au Pirée (dans la banlieue d'Athènes, capitale du pays) tandis que le PAOK voit le jour 1926 à Thessalonique, plus grande ville du nord de la Grèce. 
Culturellement, le Thrylos (surnom de l'Olympiakos en grec moderne qui signifie légende) représente la riche capitale qu'est Athènes tandis que le PAOK est un club supporté par le nord du pays, moins aisé qu'Athènes. En plus de cette différence sociale, la rivalité entre les deux plus grandes villes du pays est également une des origines de ces rivalités en football.
Des évènements dans le monde du football ont aussi renforcé l'importance de ces rencontres. Les Thessaloniciens considèrent que le POK (pour Panathinaïkos, Olympiakos et AEK) est favorisé et que les clubs des autres régions sont délaissés. Mais les tensions entre le PAOK et l'Olympiakos vont prendre un tournant en 1966, quand le capitaine emblématique du PAOK Giorgios Koudas décide de quitter le club pour rejoindre l'Olympiakos. De là, les supporters du PAOK ont vivement protesté contre le favoritisme dont ils s'estiment une nouvelle fois victimes. Ces supporters considèrent le club du Pirée comme leur pire ennemi à égalité avec l'Aris FC, l'autre club de la ville de Salonique.
Sportivement, l'avantage revient au club piréen. Là où l'Olympiakos a remporté 48 championnats de Grèce et 28 coupes de Grèce, le PAOK n'a que 4 championnats et 8 coupes dans son palmarès. L'Olympiakos a également joué plus de 200 matchs européens tandis que le PAOK n'a joué qu'une trentaine de rencontres continentales.